# Volo Swiftair 5960
Il volo Swiftair 5960 (operante come volo European Air Transport Leipzig 18D) è stato un volo cargo internazionale tra Lipsia, Germania, e Vilnius, Lituania. Il 25 novembre 2024, il Boeing 737 che operava il volo si è schiantato mentre era nelle vicinanze dell'aeroporto di Vilnius. L'aereo era in fase di avvicinamento quando è precipitato al suolo a poca distanza dalla pista, vicino a una casa a Liepkalnis. Un membro dell'equipaggio è morto e gli altri tre sono rimasti feriti. Nessuno a terra è rimasto coinvolto.

## L'aereo
Il velivolo coinvolto era un Boeing 737-400(SF) di 31 anni, registrato EC-MFE. Era equipaggiato con due motori CFM International CFM56-3C1. Era operato da Swiftair per conto di European Air Transport Leipzig (DHL).

## L'incidente
L'aereo è decollato dall'hub DHL dell'aeroporto di Lipsia alle 02:08 UTC (03:08 locali) del 25 novembre. L'incidente si è verificato alle 03:28 UTC mentre stava effettuando l'avvicinamento all'aeroporto di Vilnius. Il Boeing ha mancato la pista, scivolando sul terreno e colpendo una casa nel quartiere di Liepkalnis, a circa 1,3 chilometri a nord dell'aeroporto, e si è schiantato sulla sua proprietà, causando un incendio che ha raggiunto la casa. Uno dei due piloti, di nazionalità franco-spagnola, è morto sul colpo, mentre altri tre membri dell'equipaggio, compreso l'altro pilota, sono rimasti feriti e sono stati tratti in salvo. In seguito sono stati identificati come cittadini di Spagna, Germania e Lituania. Il membro dell'equipaggio spagnolo è rimasto gravemente ferito, mentre gli altri due hanno riportato ferite meno gravi. La loro sopravvivenza è stata attribuita dai primi soccorritori al fatto che la cabina di pilotaggio dell'aereo si è separata nell'impatto dalla fusoliera, che ha preso fuoco. Il pilota, identificato come cittadino spagnolo, è stato trasferito in Spagna per ulteriori cure.
Tutti i 13 occupanti della casa sono stati evacuati in sicurezza. Diverse strade sono state chiuse a Liepkalnis, mentre le autorità hanno invitato le persone a non recarsi nella zona. Anche diversi edifici e un'auto sono stati colpiti dall'aereo.

## Le indagini
Il ministro della Difesa nazionale ad interim Laurynas Kasčiūnas ha dichiarato che nelle fasi preliminari non sono stati individuati segni che indichino un sabotaggio. I servizi speciali lituani hanno comunicato che non sono stati individuati indizi di un atto doloso.
Su questo incidente indaga la Transport Accident and Incident Investigation Division del Ministero della Giustizia della Lituania, con l'assistenza di investigatori provenienti da Spagna, Germania e Stati Uniti. L'autorità investigativa per la sicurezza della Spagna ha inviato due investigatori e il Ministero federale per il Digitale e i Trasporti della Germania ha inviato in Lituania quattro esperti dell'Ufficio federale tedesco per le indagini sugli incidenti aerei. Il National Transportation Safety Board (NTSB) ha inviato in Lituania un team di investigatori statunitensi dell'NTSB, della Boeing e della Federal Aviation Administration (FAA). Il Ministero della Giustizia lituano ha inoltre notificato l'incidente all'Organizzazione internazionale dell'aviazione civile (ICAO), all'Agenzia dell'Unione europea per la sicurezza aerea (EASA), alla Commissione europea e alla FAA.
Il 26 novembre, la pista dell'aeroporto di Vilnius è stata chiusa tra le 10:00 e le 11:00 per consentire alla polizia di filmare il luogo dell'incidente con l'ausilio di droni, con conseguenti ritardi di quattro voli. Un Beechcraft King Air 350, velivolo di calibrazione e ispezione del Servizio di Navigazione Aerea polacco, è stato impiegato per controllare i sistemi di guida e navigazione dell'aeroporto di Vilnius dopo l'incidente. Entrambi i registratori di volo (CVR e FDR) sono stati ritrovati lo stesso giorno, intorno alle 11:30 del mattino. Le autorità lituane hanno riferito che nei giorni successivi si sarebbe tenuta un'ispezione del luogo dell'incidente, al termine della quale sarebbero stati rimossi i rottami dell'aereo. A causa della mancanza di un laboratorio adeguato in Lituania, i registratori di volo sono stati inviati in Germania per essere analizzati. Il 29 novembre, i rottami dell'aereo e il suo carico sono stati rimossi dal luogo dell'incidente e portati in un hangar, dove saranno analizzati durante le indagini.
Il 20 dicembre, il ministero della Giustizia lituano, citando le indagini della polizia e l'analisi dei registratori di volo, ha annunciato di non aver riscontrato alcuna “interferenza illecita” nell'incidente.